# 랴오청즈

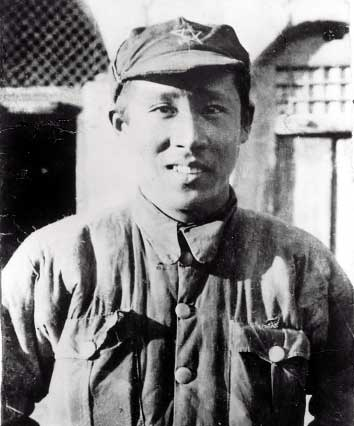
랴오청즈

랴오청즈(廖承志, 1908년 8월 8일 ∼ 1983년 6월 10일)는 중국의 정치가이다.
중국 국민당 원로 랴오중카이(廖仲愷)의 아들로 일본에서 출생했다. 1925년 중국공산당에 입당, 링난(嶺南) 대학을 졸업한 뒤 일본 와세다 대학을 중퇴하고, 유럽으로 가서 중국 선원들을 대상으로 공산당 활동을 하였다. 1932년 귀국, 활동 도중 체포되었다가 어머니의 탄원으로 석방된 후 1934년 대장정에 참가하였다. 당 중앙출판국장과 중국 공산당 7기 후보중앙위원 등을 역임하고 1947년 광둥성으로 가서 남방당부를 주재했다. 중일 전쟁 때 홍콩에서 활동하던 중 국민당에 의해 투옥되었다가 중화인민공화국이 성립된 후 공산당 간부가 되어 화교 문제와 통일 전선 활동 등을 지도했다. 중일 우호 협회 회장이 되었을 때는 일본과의 각서무역을 주재하는 등 주로 대외적 통일전선 업무를 맡아보았다. 문화대혁명 때 실각되었으나 1972년 복직되었다. 이후 1973년 중국공산당 10기 중앙위원, 1975년 전국인민대표대회 상임위원, 1977년 중국공산당 11기 중앙위원, 1978년 전국인민대표대회 상임위원회 부위원장, 국무원 교무(僑務) 판공실 주임, 1980년 헌법수정위원 등을 거쳐 1982년 중국공산당 중앙정치국 위원(中央政治局委員)이 되었다.